# FICO
El FICO fou un moviment polític clandestí dels colons blancs de Moçambic, format després de la Revolució dels Clavells de 1974 i contrari a la independència de la llavors colònia portuguesa.
Les sigles coincideixen amb el portuguès fico (lit. ‘em quedo’), però no hi ha un acord sobre el veritable nom del moviment. Es barallen les opcions Frente Independente de Convergência Ocidental (lit. ‘Front Independent de Convergència Occidental’), Frente para a Continuação Ocidental (lit. ‘Front per la Continuació Occidental’) i Frente para a Continuação da Civilazação Ocidental (lit. ‘Front per la Continuació de la Civilització Occidental’).
Després de la firma dels acords de Lusaka (7 de setembre de 1974) entre Portugal i el Frelimo, que preparaven la independència del país, el moviment es va revoltar a Lourenço Marques, (el nom colonial de l'actual Maputo). Actuant en uns escamots anomenats Dragons de la mort (Dragões da morte), van ocupar l'emissora de ràdio i l'aeroport de Lourenço Marques. Els Dragons al·legaven disposar de 20.500 homes armats i representar a moçambiquesos de totes les races i religions, però es va comprovar que només eren uns quants extremistes blancs. En pocs dies foren dominats per l'exèrcit portuguès, ajudats per unitats del Frelimo. El 20 de setembre el govern provisional que preveien els acords de Lusaka, dirigit pel llavors número tres del Frelimo Joaquim Chissano, va entrar en funcions fins a la proclamació de la independència el 25 de juny de 1975.